# Oripää
Oripää este o comună din Finlanda.